# Lophornis helenae
Lophornis helenae là một loài chim trong họ Trochilidae.